# Expro International Group
Expro International Group este o companie britanică care produce echipament de sondare a zăcămintelor petroliere din mări și oceane. În luna mai 2008, compania Halliburton a oferit petru preluarea Expro 1,82 miliarde lire sterline (3,6 miliarde dolari), ofertă la care a renunțat ulterior.
Număr de angajați în 2008: 4.000 în 50 de țări.